# きぼう高等学院
きぼう高等学院（きぼうこうとうがくいん）は、宮崎県宮崎市にある神村学園高等部のサポート校。

## 所在地
- 宮崎県宮崎市源藤町九日市280-1　→　宮崎県宮崎市城ケ崎2丁目1-15へ移転（令和5年4月）

## 概要
通信課程・単位制のシステムを土台とし、週2〜3日の登校で、高等学校卒業を目指していく。
学年制ではないため、全日制の高校で留年が決まった人でも、単位を修得することで卒業が可能になる。
中学校新卒生、中学校既卒生、高等学校中退生、高等学校転入生など様々な受け入れをしており、その中にはアスペルガー症候群や自閉症などの発達障がいを抱える生徒も在籍している。
一人ひとりの個性や特徴を理解し、生徒それぞれが生きやすい環境を作ることで、生徒たちが生き生きとした学校生活を送ることができる。
そのため退学者は極端に少なく、ほとんどの生徒が予定通り卒業できる。アットホームな雰囲気で学校ぽくないところが人気。

## 学科
- 普通科